# لويس مارتينيز
لويس مارتينيز (بالإسبانية: Luis Felipe Martínez)‏ (و. 1955 – م) هو ملاكم، من كوبا، شارك في ألعاب أولمبية صيفية 1976.

## روابط خارجية
- لويس مارتينيز على موقع أوليمبيديا (الإنجليزية)